# (500888) 2013 JP65
(500888) 2013 JP65, também escrito como (500888) 2013 JP65, é um objeto transnetuniano que está localizado no cinturão de Kuiper, uma região do Sistema Solar. Este corpo celeste é classificado como um cubewano. Ele possui uma magnitude absoluta de 8,0 e tem um diâmetro estimado de 111 quilômetros.

## Descoberta
(500888) 2013 JP65 foi descoberto no dia 7 de maio de 2013 pelo Outer Solar System Origins Survey.

## Órbita
A órbita de (500888) 2013 JP65 tem uma excentricidade de 0,067 e possui um semieixo maior de 41,439 UA. O seu periélio leva o mesmo a uma distância de 38,653 UA em relação ao Sol e seu afélio a 44,225 UA.